# Paris-Tours
Paris–Tours er et fransk klassisk endags-cykelløb som foregår i oktober mod slutningen af den europæiske cykelsæson. Løbet går fra udkanten af Paris til Tours.

## Vindere
| År                                            | Vinder                 | Toer                     | Treer                      |
| --------------------------------------------- | ---------------------- | ------------------------ | -------------------------- |
| Paris-Tours                                   |                        |                          |                            |
| 1896                                          | Eugène Prévost         | Emile Ouzou              | Lucien Bouvet              |
| 1897-1900 ikke arrangeret                     |                        |                          |                            |
| 1901                                          | Jean-Baptiste Fischer  | Georges Lorgeou          | Édouard Wattelier          |
| 1902-1905 ikke arrangeret                     |                        |                          |                            |
| 1906                                          | Lucien Petit-Breton    | Louis Trousselier        | Henri Cornet               |
| 1907                                          | Georges Passerieu      | André Pottier            | Émile Georget              |
| 1908                                          | Omer Beaugendre        | Frédéric Saillot         | François Faber             |
| 1909                                          | François Faber         | Jean Alavoine            | Ernest Paul                |
| 1910                                          | François Faber         | Louis Trousselier        | Émile Engel                |
| 1911                                          | Octave Lapize          | Cyrille Van Hauwaert     | Émile Georget              |
| 1912                                          | Louis Heusghem         | Charles Deruyter         | Lucien Petit-Breton        |
| 1913                                          | Charles Crupelandt     | Georges Passerieu        | Louis Luguet               |
| 1914                                          | Oscar Egg              | Émile Engel              | Philippe Thys              |
| 1915-1916 ikke arrangeret pga. 1. verdenskrig |                        |                          |                            |
| 1917                                          | Philippe Thys          | Marcel Godivier          | Eugène Christophe          |
| 1918                                          | Charles Mantelet       | Lucien Cazalis           | Alexis Michiels            |
| 1919                                          | Hector Tiberghien      | René Vandenhove          | Jean Rossius               |
| 1920                                          | Eugène Christophe      | Honoré Barthélémy        | Albert Dejonghe            |
| 1921                                          | Francis Pélissier      | Louis Mottiat            | Eugène Christophe          |
| 1922                                          | Henri Pélissier        | Heiri Suter              | Robert Jacquinot           |
| 1923                                          | Paul Deman             | Félix Sellier            | Hector Tiberghien          |
| 1924                                          | Louis Mottiat          | Nicolas Frantz           | Jules Huyvaert             |
| 1925                                          | Denis Verschueren      | August Mortelmans        | Jean Hillarion             |
| 1926                                          | Heiri Suter            | Kastor Notter            | Nicolas Frantz             |
| 1927                                          | Heiri Suter            | Gustaaf Van Slembrouck   | Georges Ronsse             |
| 1928                                          | Denis Verschueren      | Charles Pélissier        | Marius Gallottini          |
| 1929                                          | Nicolas Frantz         | Aimé Deolet              | Georges Ronsse             |
| 1930                                          | Jean Maréchal          | Marcel Bidot             | Frans Bonduel              |
| 1931                                          | André Leducq           | Roger Parioleau          | Alfred Hamerlinck          |
| 1932                                          | Julien Moineau         | Herbert Sieronski        | Amulio Viarengo            |
| 1933                                          | Jules Merviel          | Antonin Magne            | Ludwig Geyer               |
| 1934                                          | Gustave Danneels       | Romain Gijssels          | Félicien Vervaecke         |
| 1935                                          | René Le Grevès         | Roger Lapébie            | Raffaele Di Paco           |
| 1936                                          | Gustave Danneels       | Fernand Mithouard        | Jules Coelart              |
| 1937                                          | Gustave Danneels       | Frans Bonduel            | Edgard De Caluwé           |
| 1938                                          | Jules Rossi            | Albertin Disseaux        | Paul Maye                  |
| 1939                                          | Frans Bonduel          | Lucien Storme            | Theo Pirmez                |
| 1940 ikke arrangeret pga. 2. verdenskrig      |                        |                          |                            |
| 1941                                          | Paul Maye              | Albert Goutal            | Pierre Cloarec             |
| 1942                                          | Paul Maye              | Gérard Virol             | Jules Rossi                |
| 1943                                          | Gabriel Gaudin         | Achiel Buysse            | Albert Hendrickx           |
| 1944                                          | Lucien Teisseire       | Louis Gauthier           | Louis Thiétard             |
| 1945                                          | Paul Maye              | Joseph Goutorbe          | Émile Idée                 |
| 1946                                          | Alberic Schotte        | Roger Prevotal           | Maurice De Muer            |
| 1947                                          | Alberic Schotte        | Émile Idée               | Albert Sercu               |
| 1948                                          | Louis Caput            | Robert Mignat            | Émile Idée                 |
| 1949                                          | Albert Ramon           | Paul Néri                | Jacques Geus               |
| 1950                                          | André Mahé             | Urbain Caffi             | Guy Lapébie                |
| 1951                                          | Jacques Dupont         | Alfredo Martini          | Attilio Redolfi            |
| 1952                                          | Raymond Guégan         | Alberic Schotte          | Louis Caput                |
| 1953                                          | Jozef Schils           | Ferdinand Kübler         | Georges Gilles             |
| 1954                                          | Gilbert Scodeller      | Louison Bobet            | Pierre Michel              |
| 1955                                          | Jacques Dupont         | Fred De Bruyne           | Jean-Marie Cieleska        |
| 1956                                          | Albert Bouvet          | Julien Schepens          | Louison Bobet              |
| 1957                                          | Fred De Bruyne         | Louison Bobet            | Angelo Conterno            |
| 1958                                          | Gilbert Desmet         | Fred De Bruyne           | François Mahé              |
| 1959                                          | Rik Van Looy           | Coen Niesten             | André Noyelle              |
| 1960                                          | Jo de Haan             | Michel Stolker           | Luis Otaño                 |
| 1961                                          | Joseph Wouters         | Gilbert Desmet           | Anatole Novak              |
| 1962                                          | Jo de Roo              | Frans Melckenbeeck       | Benoni Beheyt              |
| 1963                                          | Jo de Roo              | Tom Simpson              | Raymond Poulidor           |
| 1964                                          | Guido Reybrouck        | Rik Van Looy             | Gustaaf De Smet            |
| 1965                                          | Gerben Karstens        | Gustaaf De Smet          | Fernand Deferm             |
| 1966                                          | Guido Reybrouck        | Rik Van Looy             | Paul Lemeteyer             |
| 1967                                          | Rik Van Looy           | Barry Hoban              | José Samyn                 |
| 1968                                          | Guido Reybrouck        | Walter Godefroot         | Eric Leman                 |
| 1969                                          | Herman Vanspringel     | Frans Verbeeck           | Roger Jochmans             |
| 1970                                          | Jürgen Tschan          | René Pijnen              | Guido Reybrouck            |
| 1971                                          | Rik Van Linden         | Marino Basso             | Gerben Karstens            |
| 1972                                          | Noël Vantyghem         | Jos Huysmans             | Willy De Geest             |
| 1973                                          | Rik Van Linden         | Roger De Vlaeminck       | Frans Verbeeck             |
| 1974                                          | Francesco Moser        | Jean-Pierre Danguillaume | Eric Leman                 |
| Tours-Versailles                              |                        |                          |                            |
| 1975                                          | Freddy Maertens        | Frans Van Looy           | Roger De Vlaeminck         |
| 1976                                          | Ronny De Witte         | Raymond Poulidor         | Robert Bouloux             |
| 1977                                          | Joop Zoetemelk         | Johan De Muynck          | Hennie Kuiper              |
| Blois-Montlhéry                               |                        |                          |                            |
| 1978                                          | Jan Raas               | Jos Jacobs               | Guido Van Calster          |
| Blois-Chaville                                |                        |                          |                            |
| 1979                                          | Joop Zoetemelk         | Giuseppe Saronni         | Jan Raas                   |
| 1980                                          | Daniel Willems         | Alain Vigneron           | Eddy Vanhaerens            |
| 1981                                          | Jan Raas               | Ferdi Van Den Haute      | Luc Colyn                  |
| 1982                                          | Jean-Luc Vandenbroucke | Pierino Gavazzi          | Alfons De Wolf             |
| 1983                                          | Ludo Peeters           | Adrie van der Poel       | Jan Raas                   |
| 1984                                          | Seán Kelly             | Steven Rooks             | Bruno Wojtinek             |
| Créteil-Chaville                              |                        |                          |                            |
| 1985                                          | Ludo Peeters           | Moreno Argentin          | Seán Kelly                 |
| 1986                                          | Phil Anderson          | Jean-Louis Peillon       | Charly Mottet              |
| 1987                                          | Adrie van der Poel     | Teun van Vliet           | Maurizio Fondriest         |
| Paris-Tours                                   |                        |                          |                            |
| 1988                                          | Peter Pieters          | Jan Goessens             | Seán Kelly                 |
| 1989                                          | Jelle Nijdam           | Eric Vanderaerden        | Johan Museeuw              |
| 1990                                          | Rolf Sørensen          | Phil Anderson            | Maurizio Fondriest         |
| 1991                                          | Johan Capiot           | Olaf Ludwig              | Nico Verhoeven             |
| 1992                                          | Hendrik Redant         | Christian Henn           | Olaf Ludwig                |
| 1993                                          | Johan Museeuw          | Maurizio Fondriest       | Oleksandr Honchenkov       |
| 1994                                          | Erik Zabel             | Gianluca Bortolami       | Zbigniew Spruch            |
| 1995                                          | Nicola Minali          | Andrei Tchmil            | Sven Teutenberg            |
| 1996                                          | Nicola Minali          | Tom Steels               | Giovanni Lombardi          |
| 1997                                          | Andrei Tchmil          | Max Sciandri             | Henk Vogels                |
| 1998                                          | Jacky Durand           | Mirco Gualdi             | Jaan Kirsipuu              |
| 1999                                          | Marc Wauters           | Gianni Faresin           | Jaan Kirsipuu              |
| 2000                                          | Andrea Tafi            | Andrei Tchmil            | Daniele Nardello           |
| 2001                                          | Richard Virenque       | Óscar Freire             | Erik Zabel                 |
| 2002                                          | Jakob Piil             | Jacky Durand             | Erik Zabel                 |
| 2003                                          | Erik Zabel             | Alessandro Petacchi      | Stuart O'Grady             |
| 2004                                          | Erik Dekker            | Danilo Hondo             | Óscar Freire               |
| 2005                                          | Erik Zabel             | Daniele Bennati          | Allan Davis                |
| 2006                                          | Frédéric Guesdon       | Kurt-Asle Arvesen        | Stuart O'Grady             |
| 2007                                          | Alessandro Petacchi    | Francesco Chicchi        | Óscar Freire               |
| 2008                                          | Philippe Gilbert       | Jan Kuyckx               | Sébastien Turgot           |
| 2009                                          | Philippe Gilbert       | Tom Boonen               | Borut Božič                |
| 2010                                          | Óscar Freire           | Angelo Furlan            | Gert Steegmans             |
| 2011                                          | Greg Van Avermaet      | Marco Marcato            | Kasper Klostergaard        |
| 2012                                          | Marco Marcato          | Laurens De Vreese        | Niki Terpstra              |
| 2013                                          | John Degenkolb         | Michael Mørkøv           | Arnaud Démare              |
| 2014                                          | Jelle Wallays          | Thomas Voeckler          | Jens Debusschere           |
| 2015                                          | Matteo Trentin         | Tosh Van der Sande       | Greg Van Avermaet          |
| 2016                                          | Fernando Gaviria       | Arnaud Démare            | Jonas Vangenechten         |
| 2017                                          | Matteo Trentin         | Søren Kragh Andersen     | Niki Terpstra              |
| 2018                                          | Søren Kragh Andersen   | Niki Terpstra            | Benoît Cosnefroy           |
| 2019                                          | Jelle Wallays          | Niki Terpstra            | Oliver Naesen              |
| 2020                                          | Casper Pedersen        | Benoît Cosnefroy         | Joris Nieuwenhuis          |
| 2021                                          | Arnaud Démare          | Franck Bonnamour         | Jasper Stuyven             |
| 2022                                          | Arnaud Démare          | Edward Theuns            | Sam Bennett                |
| 2023                                          | Riley Sheehan          | Lewis Askey              | Tobias Halland Johannessen |
| 2024                                          | Christophe Laporte     | Mathias Vacek            | Jasper Philipsen           |